# Paraliparis megalopus
Paraliparis megalopus är en fiskart som beskrevs av Stein, 1978. Paraliparis megalopus ingår i släktet Paraliparis och familjen Liparidae. IUCN kategoriserar arten globalt som otillräckligt studerad. Inga underarter finns listade i Catalogue of Life.